# Ridge Holland
Luke Menzies, meglio conosciuto con il ring name Ridge Holland (Liversedge, 29 maggio 1988), è un wrestler ed ex rugbista a 13 britannico sotto contratto con la WWE.
Menzies passato la maggior parte della sua carriera da rugbista nella Championship, facendo apparizioni nella Super League con gli Hull Kingston Rovers nel 2008. Dal 2016 è diventato un wrestler professionista firmando per la WWE nel 2018.

## Carriera nel Rugby a 13
Menzies firmò per gli Hull Kingston Rovers nel settembre del 2007, facendo la sua prima apparizione nella Super League nel 2008.

## Carriera nel wrestling

### Circuito indipendente (2016–2018)
Menzies iniziò la sua carriera nel 2016, sotto la guida di Marty Jones, nel circuito indipendente.

### WWE (2018–presente)

#### NXT UK(2018–2020)
Dopo aver fatto un provino con la WWE nel novembre del 2016, Menzies cominciò ad apparire nel circuito indipendente inglese nel maggio del 2018. Nella puntata di NXT del 18 agosto Menzies fece la sua prima apparizione televisiva, usando il suo vero nome, venendo sconfitto da Matt Riddle. Nella puntata di NXT UK del 21 novembre 2019 Menzies fece il suo debutto con il ring name "Ridge Holland" sconfiggendo Oliver Carter.

#### NXT(2020–2021)
Successivamente passò al roster di NXT, debuttando il 5 agosto partecipando ad un Triple Threat match che comprendeva anche Damian Priest e Oney Lorcan per qualificarsi ad un Ladder match per il vacante NXT North American Championship ma il match venne vinto da Priest. Nella puntata di NXT del 19 agosto venne sconfitto da Johnny Gargano in un secondo match di qualificazione per il vacante NXT North American Championship. Successivamente riportò un infortunio al ginocchio dovendo rimanere fuori dalle scene. Tornò nella puntata di NXT del 27 luglio 2021 attaccando Timothy Thatcher e Tommaso Ciampa insieme a Oney Lorcan e Pete Dunne. Il 22 agosto, nel Pre-show di NXT TakeOver 36, sconfisse in poco meno di due minuti Trey Baxter.

#### SmackDown(2021–2023)
Il 4 ottobre, per effetto del Draft, passò al roster di SmackDown. Nella puntata di SmackDown del 19 novembre, intervenne in un Fatal 4-Way match tra Cesaro, Jinder Mahal, Ricochet e Sheamus (per un posto nel Team SmackDown per Survivor Series) favorendo proprio quest'ultimo per la vittoria finale e alleandosi con lui. Debuttò poi nella puntata di SmackDown del 26 novembre venendo sconfitto da Cesaro; poco dopo, prese parte una Battle Royal per determinare lo sfidante all'Universal Championship di Roman Reigns ma venne eliminato dallo stesso Cesaro. Dopo aver battuto Cesaro, il 1º gennaio esordì in pay-per-view nel Kick-off di Day 1, dove insieme a Sheamus batté Cesaro e Ricochet. Il 29 gennaio, alla Royal Rumble, Holland partecipò al match omonimo entrando col numero 5 ma venne eliminato da AJ Styles. In seguito, a partire dall'11 marzo, a Holland e Sheamus si unì anche Butch e da lì in poi i tre divennero noti come i Brawling Brutes. Il 3 aprile, nella seconda serata di WrestleMania 38, Holland e Sheamus trionfarono sul New Day (Kofi Kingston e Xavier Woods). Nella puntata di SmackDown del 16 settembre Holland e Butch vinsero un Fatal 4-Way Tag Team match che comprendeva anche l'Hit Row (Ashante "Thee" Adonis e Top Dolla), l'Imperium (Giovanni Vinci e Ludwig Kaiser) e il New Day (Kofi Kingston e Xavier Woods), diventando i contendenti n°1 all'Undisputed WWE Tag Team Championship degli Usos. Nella successiva puntata di SmackDown del 23 settembre Holland e Butch affrontarono appunto gli Usos per i titoli unificati di coppia ma, a causa della distrazione dell'Imperium, vennero sconfitti. Nella puntata di NXT del 4 ottobre Holland e Butch apparvero nello show per affrontare i Pretty Deadly per l'NXT Tag Team Championship ma, a causa dell'intervento di Kaiser e Vinci dell'Imperium, vennero sconfitti. L'8 ottobre, ad Extreme Rules, i Brawling Brutes prevalsero sull'Imperium in un Good Old Fashioned Six-man Donnybrook match. Il 5 novembre, a Crown Jewel, i Brawling Brutes vennero sconfitti nuovamente dagli Usos, fallendo nell'assalto ai titoli unificati di coppia. Il 26 novembre, a Survivor Series WarGames, i Brawling Brutes, Drew McIntyre e Kevin Owens vennero sconfitti da Roman Reigns, Sami Zayn, Solo Sikoa e gli Usos in un WarGames match. Nella puntata di SmackDown del 20 gennaio Butch e Holland vennero sconfitti da Giovanni Vinci e Ludwig Kaiser dell'Imperium nel primo turno del torneo per determinare i contendenti n°1 allo SmackDown Tag Team Championship degli Usos. Nella puntata di SmackDown del 31 marzo partecipò all'annuale André the Giant Memorial Battle Royal ma venne eliminato da Bronson Reed. Il 5 agosto, a SummerSlam, prese parte ad una battle royal ma venne eliminato. Nella puntata di NXT del 17 ottobre Holland e Butch parteciparono ad una battle royal per determinare i nuovi sfidanti all'NXT Tag Team Championship di Tony D'Angelo e Channing "Stacks" Lorenzo ma vennero eliminati dagli OTM (Bronco Nima e Lucien Price). Nella puntata di SmackDown del 24 novembre abbandonò Butch durante un match contro i Pretty Deadly, causandone la sconfitta e segnando il suo allontanamento dai Brawling Brutes.

#### Ritorno adNXT(2023–presente)
Il 19 dicembre 2023 tornò ad NXT dove affrontò l'NXT Champion Il'ja Dragunov in un match non titolato, ma l'incontro terminò in no contest.
Il 14 maggio è diventato membro associato della Chase University,  dopo poco più di un mese è stato accettato come membro ufficiale. Il 13 agosto insieme al fondatore, Andre Chase, sconfigge Nathan Frazer e Axiom conquistando il NXT Tag Team Championship. Nella rivincita, 19 giorni dopo Holland e Chase persero i titoli. Dopo il match, Holland attaccò brutalmente Chase, disertando da Chase U e tornando ad essere un heel. Nelle settimane successive sconfisse in diversi mach i vari componenti della stable. Il 26 novembre ha sconfitto Andre Chase, come conseguenze di questo mach, Holland è diventato primo sfidante di Trick Williams, il campione di NXT, mentre Chase ha dovuto chiudere la Chase U. A Deadline il britannico non è riuscito a sconfiggere il campione.

## Personaggio

### Mosse finali
- Northern Grit (Northern Lights Bomb)

## Titoli e riconoscimenti
- 3 Count Wrestling
  - 3CW Championship (1)
- Pro Wrestling Illustrated
  - 291º tra i 500 migliori wrestler singoli secondo PWI 500 (2022)
- WWE
  - NXT Tag Team Championship (1) – con Andre Chase[18]